# Principe de proportionnalité en droit français
Pour les articles homonymes, voir Proportionnalité (homonymie).
Le principe de proportionnalité est un concept en droit français. Le terme a de nombreux sens selon les législations mais est de façon générale un principe d'adéquation des moyens à un but recherché.
L’exigence de la proportionnalité des peines procède de l’article 8 de la Déclaration de 1789, selon lequel la loi ne doit établir que des peines strictement et évidemment nécessaires.
La loi no 2007-308 du 5 mars 2007, portant réforme des mesures de protection juridique des majeurs, entrée en vigueur le 1er janvier 2009, est venue rappeler que les mesures de protection (sauvegarde de justice, curatelle ou tutelle) devaient être en adéquation avec trois grands principes : le principe de nécessité, de subsidiarité et de proportionnalité.
Ainsi, selon le principe de proportionnalité, le champ de la protection judiciaire sera gradué selon l'atteinte faite aux droits de la personne, et mène à la classification des mesures judiciaires de protection juridique en sauvegarde de justice, en curatelle et en tutelle.
Ce principe portant sur la proportionnalité se trouve dans plusieurs matières du droit et ce concept peut évoluer dans des volets différents en fonction des droits où il est appliqué.

## Endroit public
Le principe de proportionnalité a une incidence particulièrement importante en droit administratif, car, dans un État de droit, l'administration ne peut que prendre des mesures qui sont strictement nécessaires pour maintenir ou rétablir l'ordre public.
Parfois l'administration peut aller loin en prenant des mesures qui visent à interdire un certain nombre de droits qui sont reconnus mais ces mesures sont prises du fait d'un certain nombre de nécessités qui expliquent leurs mises en place par les autorités. On rencontre ce genre de situation dans les matières suivantes : liberté d'expression, liberté de circulation, liberté de manifestation et de regroupement.

### Liberté d'expression
Les autorités peuvent prendre des mesures pour l'interdire quand on constate que ça peut porter, à un moment donné, atteinte à l’ordre public de l’État en question et créer un trouble aussi important que son usage. Il y a aussi dans certains États un certain nombre de fonctionnaires qui sont soumis à une obligation de réserve tel que les militaires en état de guerre. Ils se voient restreints de parler des informations qui portent sur la nature des opérations militaires en cours.

### Liberté de circulation
Les autorités peuvent prendre des mesures en vue d'interdire de circuler pendant certaines heures de la nuit par un acte administratif unilatéral en fonction des circonstances du moment (recrudescence de la délinquance, état d'urgence) pour permettre aux forces de l'ordre de faire leurs opérations sans un risque de dommage collatéral ou de causer un préjudice à une personne innocente dans la mesure du possible.

### Liberté de manifestation
La liberté de manifestation peut être interdite par les autorités si la dite manifestation n'a pas été autorisée par l’administration compétente pour des motifs sérieux qui sont généralement motivés. Ce genre de décision intervient généralement lors d'un état d'urgence et vont s'imposer aux citoyens quand l’intérêt général est en jeu.
Bien que restrictives de la liberté des gens, ces mesures sont généralement motivées par des circonstances qui risquent de mettre en péril le pays qui en fait l'objet.

## En droit du travail
La proportionnalité a deux fonctions essentielles qui consistent à reconnaître la légalité d'un droit et elle est le seul motif valable pour restreindre un droit en matière de droit du travail[source insuffisante] :

### Rémunération du salarié
Le salaire d'un employé à temps partiel est proportionnel à celui qui travaille à temps plein occupant le même poste, la proportionnalité apparaît dans ce cas comme un moyen de réaliser un but recherché qui est la légalité.

### Restriction de droit
En matière de relation de travail la proportionnalité est un motif efficace pour justifier les restrictions apportées aux libertés et ces restrictions sont faites proportionnellement aux atteintes à la liberté en fonction du but recherché de façon légitime et ces restrictions sont appréciées par des autorités administratives qui sont aussi soumis au contrôle du juge administratif.
La proportionnalité est une notion nécessaire qui vient en complément a la notion de la loyauté et de la bonne foi en matière contractuelle.

## En droit pénal
Le principe de proportionnalité implique que la peine prononcée soit fonction de la gravité de l'infraction, de la situation du délinquant et de ses capacités de réinsertion (article 130-1 du code pénal).

### Fixation des peines
La fixation des peines en matière doit être basé sur la légalité des textes en vigueur ce qui sous-entend que les peines ne doivent jamais dépasser les maximums prévus par la loi pénale dans le pays donné et ne doit en aucun cas dépasser le maximum légal prévu. Cela a pour rôle de protéger le délinquant contre l'arbitraire de certains magistrats qui pourraient se laisser porter par leur colère devant une situation donnée et infliger à un délinquant une peine non-encourue. C'est le principe de la légalité criminelle des peines.

### Légitime défense
L'une des conditions pour bénéficier de la légitime défense est la proportionnalité de la défense et des moyens de défense employés. Ce degré de proportionnalité est apprécié par le juge qui est chargé de juger le fond de l'affaire pour donner sa décision à travers son intime conviction. La proportionnalité de la peine encourue fait l'objet de contrôle qui s'avère être une tâche délicate mais qui a comme principale source la Constitution en se référant à l'article 8 de la Déclaration de droit de l'homme et du citoyen.
Dans la légitime défense si le caractère proportionnel est apparent dans la riposte c'est qu'il était nécessaire ; dans le cas contraire la riposte ne présentera pas de caractère nécessaire par rapport à l'attaque mais cette position fait l'objet de beaucoup de controverses doctrinales car certains auteurs[Qui ?] pensent que la riposte peut être proportionnelle à l'attaque sans pour autant être nécessaire. C'est ce qui les amènent à dire que la cause d'irresponsabilité en matière de légitime défense soit justifiée par les deux notions qui portent sur la notion de la (nécessité et de la proportionnalité ) [pas clair]